# Matías Pino
Matías Nicolás Pino Lorca (Rengo, 23 de abril de 1997) es un deportista chileno que compite en tenis de mesa adaptado. Participó en los Juegos Paralímpicos de Río de Janeiro 2016. En 2024 representó a Chile en los Juegos Paralímpicos de París 2024.

## Ámbito deportivo
Fue campeón panamericano en los Juegos Parapanamericanos de 2015, realizados en Toronto, y obtuvo medalla de oro en individual y equipos en el Abierto de España (clase 6) y medalla de plata en individual y equipos en el Open de Rumania, siendo el primer tenimesista chileno en ganar un abierto internacional.
En 2016 participó en los Juegos Paralímpicos de Río de Janeiro 2016, tanto en individuales como en dobles (junto a su compatriota Cristián Dettoni), siendo en ambos eventos eliminado en octavos de final.
En noviembre de ese mismo año, logró una medalla de oro (en individual clase 6-7) y una de bronce (en equipos Clase 6-8) en la Copa Chile 2016; y en dos torneos realizados en Buenos Aires, la Copa Tango Junior 2016, donde obtuvo medalla de oro en individual clase 6, y la Copa Tango XIV, donde logró oro tanto en individuales clase 6 como en equipos clase 6-7. Por estos logros fue nombrado «atleta paralímpico del mes» en noviembre de 2016, premio otorgado por Allianz y el Comité Paralímpico Internacional.
En 2017, fue el abanderado de la delegación chilena participante en los IV Juegos Juveniles Parapanamericanos de Sao Paulo, donde además obtuvo medalla de oro. En los Juegos Parapanamericanos de Lima de 2019, obtuvo medalla de oro individual en clase 6 y medalla de bronce en equipos clase 6-8, junto a Cristián Dettoni e Ignacio Torres. Estas medallas fueron retiradas al dar positivo en dopaje.
En el año 2023 participó en los Juegos Parapanamericanos de Santiago 2023 alzandoce en dos prezeas, una de oro en dobles y bronce en individual.